# Frithiof Waldenström
Frithiof Waldenström, född 17 april 1828 i Luleå, död där 22 maj 1897, var en svensk ämbetsman.
Frithiof Waldenström, som var son till provinsialläkaren Erik Magnus Waldenström, avlade studentexamen 1847 och kameralexamen vid Uppsala universitet 1848. Han blev expeditionsfogde i Nederkalix 1850, landskontorist vid landskansliet i Luleå 1851 samt slutligen lanträntmästare i Norrbottens län 1865. År 1866 blev han dessutom lasarettssyssloman i Luleå.
Waldenström var bland andra uppdrag ordförande i Luleå stads drätselkammare från 1875. Han blev riddare av Vasaorden 1880.
Waldenström var gift med Aline von Hedenberg, som var dotter till landshövdingen Carl August von Hedenberg.